# Ituglanis
Ituglanis és un gènere de peixos de la família dels tricomictèrids i de l'ordre dels siluriformes.

## Distribució geogràfica
Es troba a Sud-amèrica: conca del riu Amazones.

## Taxonomia
- Ituglanis amazonicus (Steindachner, 1882)[5]
- Ituglanis bambui (Bichuette & Trajano, 2004)[6]
- Ituglanis cahyensis (Sarmento-Soares, Martins-Pinheiro, Aranda & Chamon, 2006)[7]
- Ituglanis eichorniarum (Miranda Ribeiro, 1912)[8]
- Ituglanis epikarsticus (Bichuette & Trajano, 2004)[6]
- Ituglanis gracilior (Eigenmann, 1912)[9]
- Ituglanis guayaberensis (Dahl, 1960)[10]
- Ituglanis herberti (Miranda-Ribeiro, 1940)[11]
- Ituglanis laticeps (Kner, 1863)[12]
- Ituglanis macunaima (Datovo & Landim, 2005)[13]
- Ituglanis mambai (Bichuette & Trajano, 2008)[14]
- Ituglanis metae (Eigenmann, 1917)[15]
- Ituglanis nebulosus (de Pinna & Keith, 2003)[16]
- Ituglanis paraguassuensis (Campos-Paiva & Costa, 2007)[17]
- Ituglanis parahybae (C. H. Eigenmann, 1918)[18]
- Ituglanis parkoi (Miranda Ribeiro, 1944)[19]
- Ituglanis passensis (Fernández & Bichuette, 2002)[20]
- Ituglanis proops (Miranda Ribeiro, 1908)[21]
- Ituglanis ramiroi (Bichuette & Trajano, 2004)[22][23][24][25][26][27][28][29]